# Song Čung-ki
Song Čung-ki (hangul: 송중기, * 19. září 1985) je jihokorejský herec. Proslavil se díky historickému dramatu Sungkyunkwan Scandal (2010) a varieté Running Man (2010–2011). Od té doby si zahrál různorodé spektrum rolí jak v televizních seriálech: The Innocent Man (2012), Descendants of the Sun (2016), Arthdal Chronicles (2019) a Vincenzo (2021), tak ve filmech A Werewolf Boy (2012), The Battleship Island (2017) a Space Sweepers (2021).
Song Čung-ki získal v roce 2012 a 2017 cenu pro Herce roku na Gallup Korea. Poprvé byl zařazen do seznamu osobností Korea Power Celebrity časopisu Forbes v roce 2013, kde se umístil na 7. místě, v roce 2017 se dostal na 2. místo a o rok později se posunul zpět na 7. příčku. Mezinárodní úspěch ho etabloval jako jednu z hlavních hvězd "Hallyu" (korejské vlny) a jednoho z nejlépe placených herců v Jižní Koreji.

## Osobní život
26. prosince bylo oznámeno, že Song Čung-ki chodí s bývalou britskou herečkou Katy Louise Saunders. 30. ledna 2023 herec oznámil, že se vzali a že je jeho manželka těhotná.

## Filmografie

### Drama
- 2008: My Precious Man
- 2008: Love Racing
- 2009: Triple
- 2009: Will It Snow For Christmas?
- 2009: My Fair Lady
- 2010: Sungkyunkwan Scandal
- 2010: OB/GYN Doctors
- 2011: Deep Rooted Tree
- 2012: Nice Guy
- 2016: Descendants of the Sun
- 2016: The Sound of Your Heart
- 2017: Man to Man
- 2019: Arthdal Chronicles
- 2021: Vincenzo
- 2022: Little Women
- 2022: Reborn Rich
- 2024: Queen of tears

### Filmy
- 2008: A Frozen Flower
- 2009: Five Senses of Eros
- 2010: Hearty Paws 2
- 2011: Penny Pincher
- 2012: The Grand Heist
- 2012: A Werewolf Boy
- 2017: The Battleship Island
- 2021: Čističi vesmíru
- Bogota: City of the Lost
- Hwaran
- My Name is Loh Kiwan